# Chi Ớt

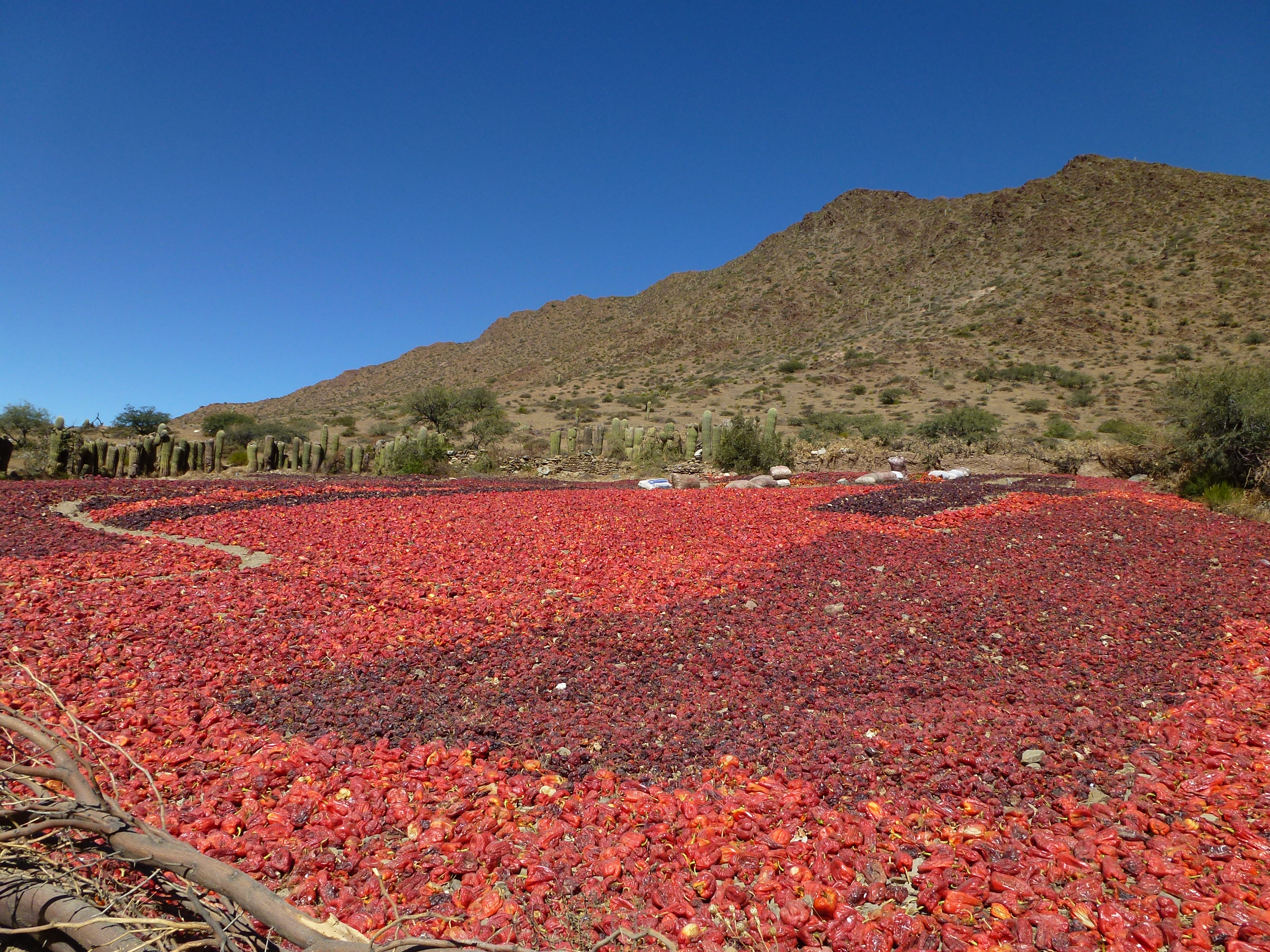
Nuôi trồng và thu hoạch ớt

Chi Ớt (danh pháp khoa học: Capsicum) là một chi thực vật có hoa thuộc họ Cà. 
Các loài ớt thuộc chi này là các loài bản địa châu Mỹ nơi chúng được trồng cách đây hàng ngàn năm. Trong thời hiện đại, chúng được trồng khắp thế giới và trở thành một gia vị  chính trong nhiều nền ẩm thực khu vực 5 châu lục. Làm thuốc và nhiều ứng dụng khác

## Các loài
Chi này gồm có các loài sau:
| - Capsicum annuum L. - Capsicum baccatum L. - Capsicum buforum Hunz. - Capsicum caballeroi M.Nee - Capsicum campylopodium Sendtn. - Capsicum cardenasii Heiser & P. G. Sm. - Capsicum ceratocalyx M.Nee - Capsicum chacoense Hunz. - Capsicum chinense Jacq. - Capsicum coccineum (Rusby) Hunz. | - Capsicum cornutum (Hiern) Hunz. - Capsicum dimorphum (Miers) Kuntze - Capsicum dusenii Bitter - Capsicum eximium Hunz. - Capsicum flexuosum Sendtn. - Capsicum friburgense Bianch. & Barboza - Capsicum frutescens L. - Capsicum galapagoense Hunz. - Capsicum geminifolium (Dammer) Hunz. | - Capsicum hookerianum (Miers) Kuntze - Capsicum lanceolatum (Greenm.) C.V.Morton & Standl. - Capsicum leptopodum (Dunal) Kuntze - Capsicum lycianthoides Bitter - Capsicum minutiflorum (Rusby) Hunz. - Capsicum mirabile Mart. ex Sendtn. - Capsicum mositicum Toledo - Capsicum parvifolium Sendtn. | - Capsicum praetermissum Heiser & P. G. Sm. - Capsicum pubescens Ruiz & Pav. - Capsicum rhomboideum (Dunal) Kuntze - Capsicum schottianum Sendtn. - Capsicum scolnikianum Hunz. - Capsicum tovarii Eshbaugh et al. - Capsicum villosum Sendtn. |

## Hình ảnh

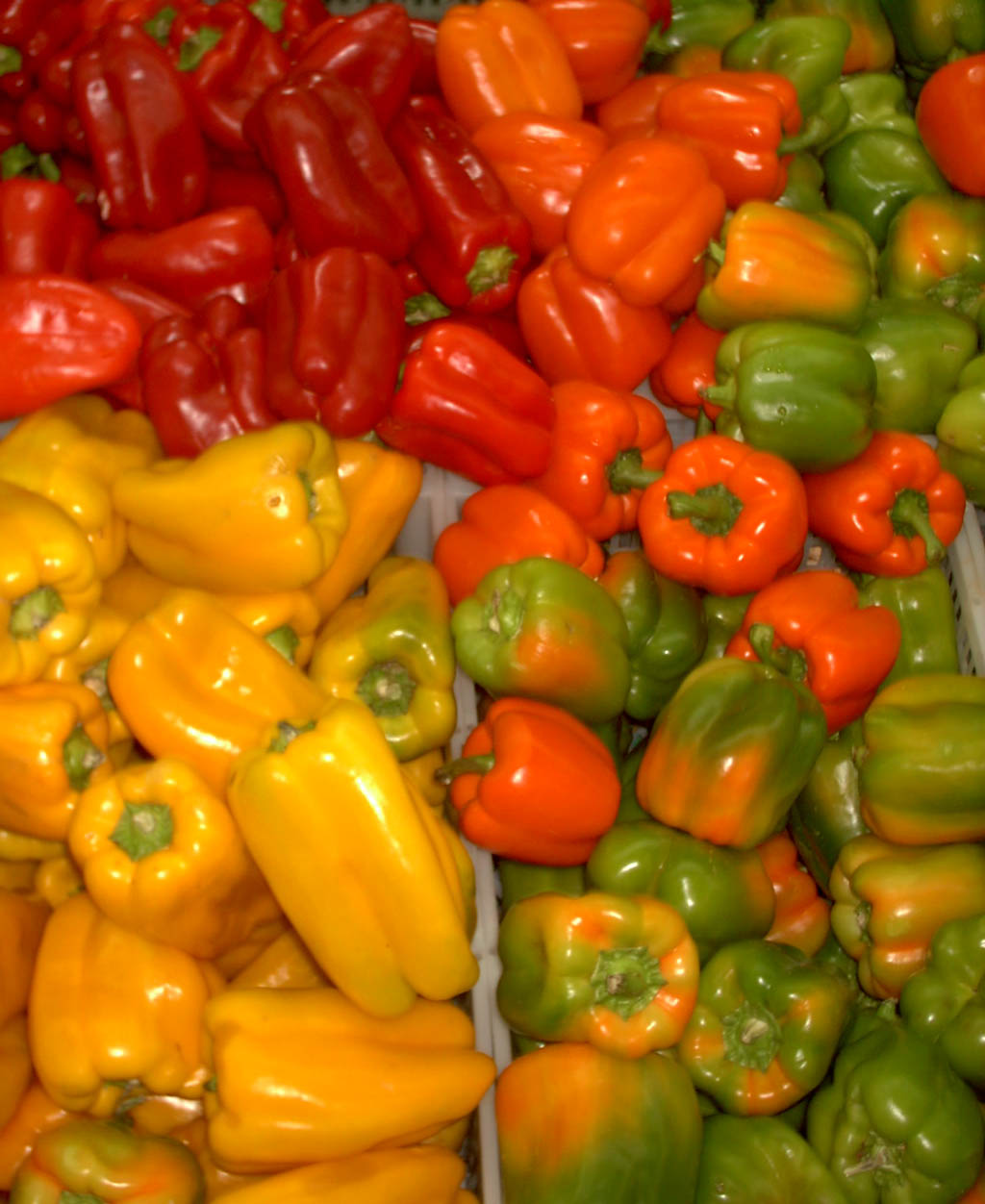
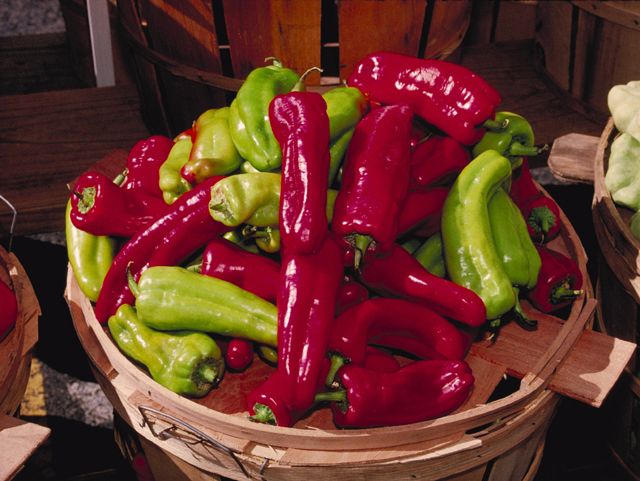
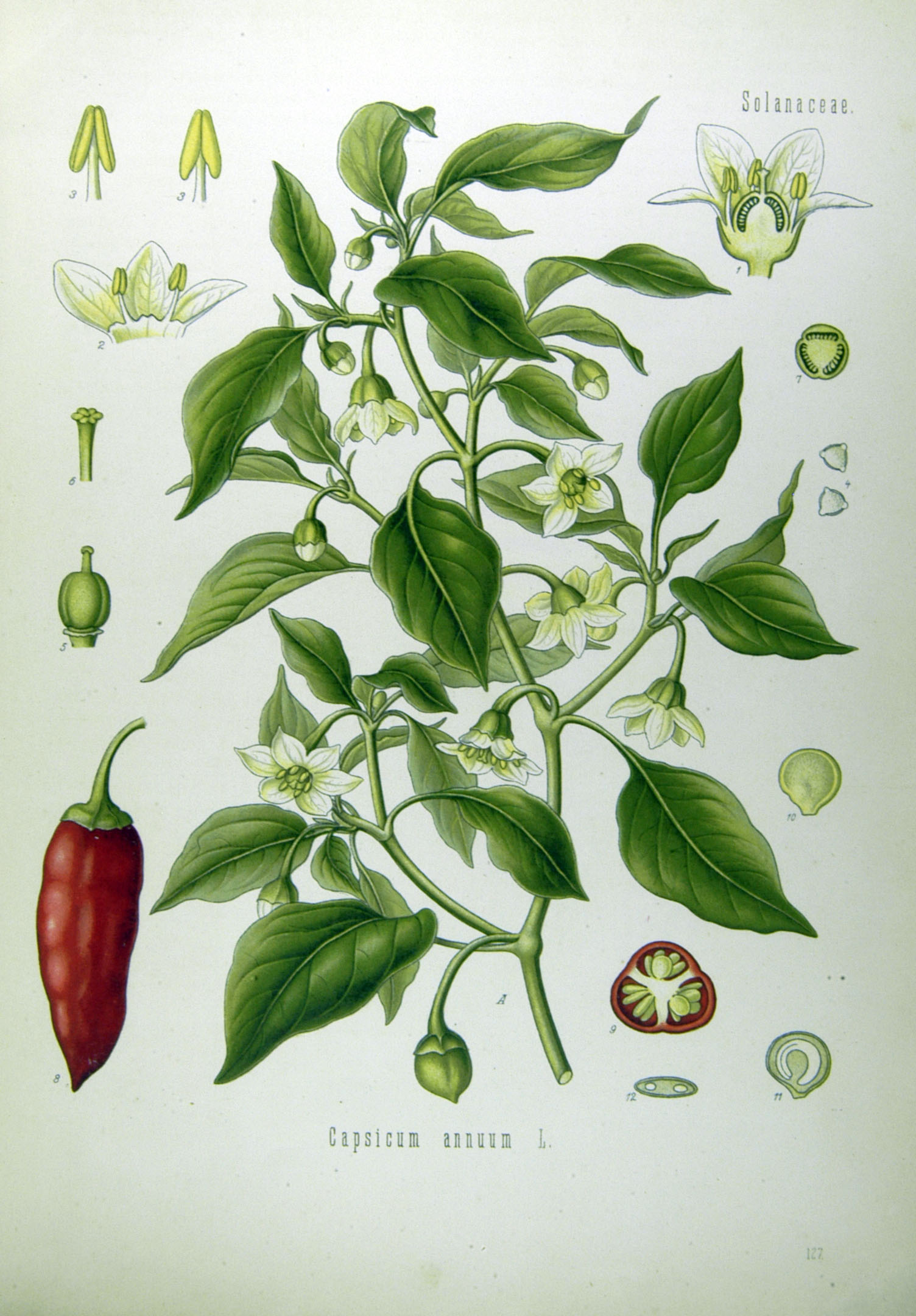
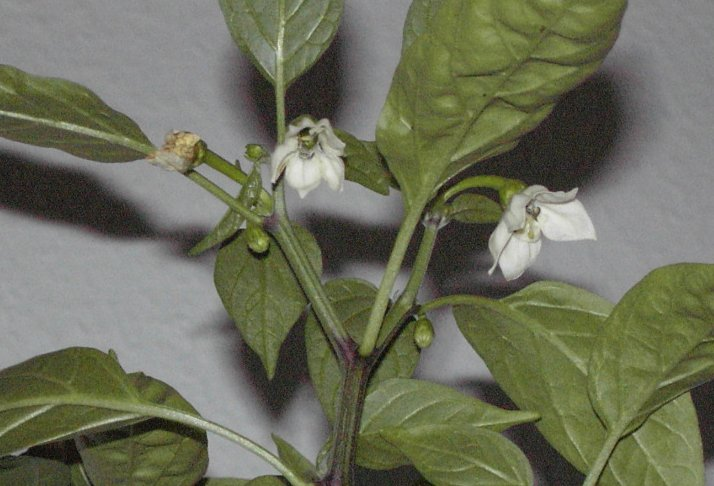